# José Carlos Gonçalves
José Carlos Gonçalves Rodrigues, meglio noto come Zeca (Lisbona, 31 agosto 1988), è un ex calciatore portoghese naturalizzato greco, di ruolo centrocampista.

## Statistiche

### Presenze e reti nei club
Statistiche aggiornate al 5 marzo 2023.
| Stagione             | Squadra              | Campionato           | Campionato | Campionato | Coppe nazionali | Coppe nazionali | Coppe nazionali | Coppe continentali | Coppe continentali | Coppe continentali | Altre coppe | Altre coppe | Altre coppe | Totale | Totale |
| Stagione             | Squadra              | Comp                 | Pres       | Reti       | Comp            | Pres            | Reti            | Comp               | Pres               | Reti               | Comp        | Pres        | Reti        | Pres   | Reti   |
| -------------------- | -------------------- | -------------------- | ---------- | ---------- | --------------- | --------------- | --------------- | ------------------ | ------------------ | ------------------ | ----------- | ----------- | ----------- | ------ | ------ |
| 2010-2011            | Vitória Setúbal      | PL                   | 26         | 0          | CP+CdL          | 4+2             | 2+0             | -                  | -                  | -                  | -           | -           | -           | 32     | 2      |
| 2011-2012            | Panathinaikos        | SL                   | 27+5       | 2          | CG              | 2               | 0               | UCL+UEL            | 0+2                | 0                  | -           | -           | -           | 36     | 2      |
| 2012-2013            | Panathinaikos        | SL                   | 29         | 2          | CG              | 2               | 0               | UCL+UEL            | 4+6                | 0+1                | -           | -           | -           | 2      | 0      |
| 2013-2014            | Panathinaikos        | SL                   | 27+6       | 0          | CG              | 8               | 0               | -                  | -                  | -                  | -           | -           | -           | 41     | 0      |
| 2014-2015            | Panathinaikos        | SL                   | 29+5       | 2          | CG              | 2               | 0               | UCL+UEL            | 2+6                | 0                  | -           | -           | -           | 44     | 2      |
| 2015-2016            | Panathinaikos        | SL                   | 26+6       | 0          | CG              | 4               | 0               | UCL+UEL            | 2+2                | 0                  | -           | -           | -           | 40     | 0      |
| 2016-2017            | Panathinaikos        | SL                   | 23+4       | 0          | CG              | 4               | 0               | UEL                | 9                  | 0                  | -           | -           | -           | 40     | 0      |
| ago. 2017            | Panathinaikos        | SL                   | 2          | 0          | CG              | 0               | 0               | UEL                | 4                  | 0                  | -           | -           | -           | 6      | 0      |
| Totale Panathinaikos | Totale Panathinaikos | Totale Panathinaikos | 163+26     | 6          |                 | 22              | 0               |                    | 37                 | 1                  |             | -           | -           | 248    | 7      |
| ago. 2017-2018       | Copenaghen           | SL                   | 17+10      | 2          | CD              | 1               | 0               | UEL                | 5                  | 0                  | -           | -           | -           | 33     | 2      |
| 2018-2019            | Copenaghen           | SL                   | 24+8       | 1          | CD              | 1               | 0               | UEL                | 12                 | 0                  | -           | -           | -           | 45     | 1      |
| 2019-2020            | Copenaghen           | SL                   | 26+9       | 1+1        | CD              | 3               | 0               | UCL+UEL            | 4+12               | 1+0                | -           | -           | -           | 54     | 3      |
| 2020-2021            | Copenaghen           | SL                   | 20+8       | 2          | CD              | 2               | 0               | UEL                | 3                  | 0                  | -           | -           | -           | 33     | 2      |
| 2021-2022            | Copenaghen           | SL                   | 11         | 1          | CD              | 0               | 0               | UECL               | 7                  | 0                  | -           | -           | -           | 18     | 1      |
| 2022-2023            | Copenaghen           | SL                   | 6          | 0          | CD              | 0               | 0               | UCL                | 4                  | 0                  | -           | -           | -           | 10     | 0      |
| Totale Copenhagen    | Totale Copenhagen    | Totale Copenhagen    | 104+35     | 7+1        |                 | 7               | 0               |                    | 47                 | 1                  |             | -           | -           | 193    | 9      |
| Totale carriera      | Totale carriera      | Totale carriera      | 354        | 14         |                 | 35              | 2               |                    | 84                 | 2                  |             | -           | -           | 473    | 18     |

### Cronologia presenze e reti in nazionale
| Cronologia completa delle presenze e delle reti in nazionale ― Grecia | Cronologia completa delle presenze e delle reti in nazionale ― Grecia | Cronologia completa delle presenze e delle reti in nazionale ― Grecia | Cronologia completa delle presenze e delle reti in nazionale ― Grecia | Cronologia completa delle presenze e delle reti in nazionale ― Grecia | Cronologia completa delle presenze e delle reti in nazionale ― Grecia | Cronologia completa delle presenze e delle reti in nazionale ― Grecia | Cronologia completa delle presenze e delle reti in nazionale ― Grecia |
| Data                                                                  | Città                                                                 | In casa                                                               | Risultato                                                             | Ospiti                                                                | Competizione                                                          | Reti                                                                  | Note                                                                  |
| --------------------------------------------------------------------- | --------------------------------------------------------------------- | --------------------------------------------------------------------- | --------------------------------------------------------------------- | --------------------------------------------------------------------- | --------------------------------------------------------------------- | --------------------------------------------------------------------- | --------------------------------------------------------------------- |
| 25-3-2017                                                             | Bruxelles                                                             | Belgio                                                                | 1 – 1                                                                 | Grecia                                                                | Qual. Mondiali 2018                                                   | -                                                                     | 84’                                                                   |
| 9-6-2017                                                              | Zenica                                                                | Bosnia ed Erzegovina                                                  | 0 – 0                                                                 | Grecia                                                                | Qual. Mondiali 2018                                                   | -                                                                     |                                                                       |
| 31-8-2017                                                             | Il Pireo                                                              | Grecia                                                                | 0 – 0                                                                 | Estonia                                                               | Qual. Mondiali 2018                                                   | -                                                                     |                                                                       |
| 3-9-2017                                                              | Il Pireo                                                              | Grecia                                                                | 1 – 2                                                                 | Belgio                                                                | Qual. Mondiali 2018                                                   | 1                                                                     |                                                                       |
| 7-10-2017                                                             | Nicosia                                                               | Cipro                                                                 | 1 – 2                                                                 | Grecia                                                                | Qual. Mondiali 2018                                                   | -                                                                     |                                                                       |
| 10-10-2017                                                            | Atene                                                                 | Grecia                                                                | 4 – 0                                                                 | Gibilterra                                                            | Qual. Mondiali 2018                                                   | -                                                                     |                                                                       |
| 9-11-2017                                                             | Zagabria                                                              | Croazia                                                               | 4 – 1                                                                 | Grecia                                                                | Qual. Mondiali 2018                                                   | -                                                                     | 21’                                                                   |
| 12-11-2017                                                            | Atene                                                                 | Grecia                                                                | 0 – 0                                                                 | Croazia                                                               | Qual. Mondiali 2018                                                   | -                                                                     |                                                                       |
| 23-3-2018                                                             | Atene                                                                 | Grecia                                                                | 0 – 1                                                                 | Svizzera                                                              | Amichevole                                                            | -                                                                     |                                                                       |
| 12-10-2018                                                            | Atene                                                                 | Grecia                                                                | 1 – 0                                                                 | Ungheria                                                              | UEFA Nations League 2018-2019 - 1º turno                              | -                                                                     |                                                                       |
| 15-10-2018                                                            | Helsinki                                                              | Finlandia                                                             | 2 – 0                                                                 | Grecia                                                                | UEFA Nations League 2018-2019 - 1º turno                              | -                                                                     |                                                                       |
| 15-11-2018                                                            | Atene                                                                 | Grecia                                                                | 1 – 0                                                                 | Finlandia                                                             | UEFA Nations League 2018-2019 - 1º turno                              | -                                                                     |                                                                       |
| 18-11-2018                                                            | Atene                                                                 | Grecia                                                                | 0 – 1                                                                 | Estonia                                                               | UEFA Nations League 2018-2019 - 1º turno                              | -                                                                     |                                                                       |
| 23-3-2019                                                             | Vaduz                                                                 | Liechtenstein                                                         | 0 – 2                                                                 | Grecia                                                                | Qual. Euro 2020                                                       | -                                                                     |                                                                       |
| 26-3-2019                                                             | Zenica                                                                | Bosnia ed Erzegovina                                                  | 2 – 2                                                                 | Grecia                                                                | Qual. Euro 2020                                                       | -                                                                     |                                                                       |
| 8–6-2019                                                              | Atene                                                                 | Grecia                                                                | 0 – 3                                                                 | Italia                                                                | Qual. Euro 2020                                                       | -                                                                     |                                                                       |
| 11-6-2019                                                             | Amarousio                                                             | Grecia                                                                | 2 – 3                                                                 | Armenia                                                               | Qual. Euro 2020                                                       | 1                                                                     | 73’                                                                   |
| 8-9-2019                                                              | Amarousio                                                             | Grecia                                                                | 1 – 1                                                                 | Liechtenstein                                                         | Qual. Euro 2020                                                       | -                                                                     | 62’ 87’                                                               |
| 12-10-2019                                                            | Roma                                                                  | Italia                                                                | 2 – 0                                                                 | Grecia                                                                | Qual. Euro 2020                                                       | -                                                                     |                                                                       |
| 3-9-2020                                                              | Lubiana                                                               | Slovenia                                                              | 0 – 0                                                                 | Grecia                                                                | UEFA Nations League 2020-2021 - 1º turno                              | -                                                                     |                                                                       |
| 6-9-2020                                                              | Pristina                                                              | Kosovo                                                                | 1 – 2                                                                 | Grecia                                                                | UEFA Nations League 2020-2021 - 1º turno                              | -                                                                     |                                                                       |
| 7-10-2020                                                             | Klagenfurt am Wörthersee                                              | Austria                                                               | 2 – 1                                                                 | Grecia                                                                | Amichevole                                                            | -                                                                     | 73’                                                                   |
| 11-10-2020                                                            | Amarousio                                                             | Grecia                                                                | 2 – 0                                                                 | Moldavia                                                              | UEFA Nations League 2020-2021 - 1º turno                              | -                                                                     |                                                                       |
| 14-10-2020                                                            | Amarousio                                                             | Grecia                                                                | 0 – 0                                                                 | Kosovo                                                                | UEFA Nations League 2020-2021 - 1º turno                              | -                                                                     | 62’                                                                   |
| 11-11-2020                                                            | Atene                                                                 | Grecia                                                                | 2 – 1                                                                 | Cipro                                                                 | Amichevole                                                            | -                                                                     | 46’                                                                   |
| 15-11-2020                                                            | Chișinău                                                              | Moldavia                                                              | 0 – 2                                                                 | Grecia                                                                | UEFA Nations League 2020-2021 - 1º turno                              | -                                                                     |                                                                       |
| 18-11-2020                                                            | Atene                                                                 | Grecia                                                                | 0 – 0                                                                 | Slovenia                                                              | UEFA Nations League 2020-2021 - 1º turno                              | -                                                                     | 67’                                                                   |
| 25-3-2021                                                             | Granada                                                               | Spagna                                                                | 1 – 1                                                                 | Grecia                                                                | Qual. Mondiali 2022                                                   | -                                                                     | 81’                                                                   |
| 31-3-2021                                                             | Salonicco                                                             | Grecia                                                                | 1 – 1                                                                 | Georgia                                                               | Qual. Mondiali 2022                                                   | -                                                                     | 80’                                                                   |
| 3-6-2021                                                              | Bruxelles                                                             | Belgio                                                                | 1 – 1                                                                 | Grecia                                                                | Amichevole                                                            | -                                                                     | 69’                                                                   |
| 6-6-2021                                                              | Malaga                                                                | Norvegia                                                              | 1 – 2                                                                 | Grecia                                                                | Amichevole                                                            | -                                                                     | 57’                                                                   |
| 1-9-2021                                                              | Basilea                                                               | Svizzera                                                              | 2 – 1                                                                 | Grecia                                                                | Amichevole                                                            | -                                                                     |                                                                       |
| 21-11-2023                                                            | Atene                                                                 | Grecia                                                                | 2 – 2                                                                 | Francia                                                               | Qual. Euro 2024                                                       | -                                                                     | 77’                                                                   |
| Totale                                                                |                                                                       | Presenze                                                              | 33                                                                    |                                                                       | Reti                                                                  | 2                                                                     |                                                                       |

## Palmarès

### Club

#### Competizioni nazionali
- Coppa di Grecia: 2

Panathīnaïkos: 2013-2014, 2023-2024
- Campionato danese: 3

Copenaghen: 2018-2019, 2021-2022, 2022-2023
- Coppa di Danimarca: 1

Copenaghen: 2022-2023